# Course d'escargot

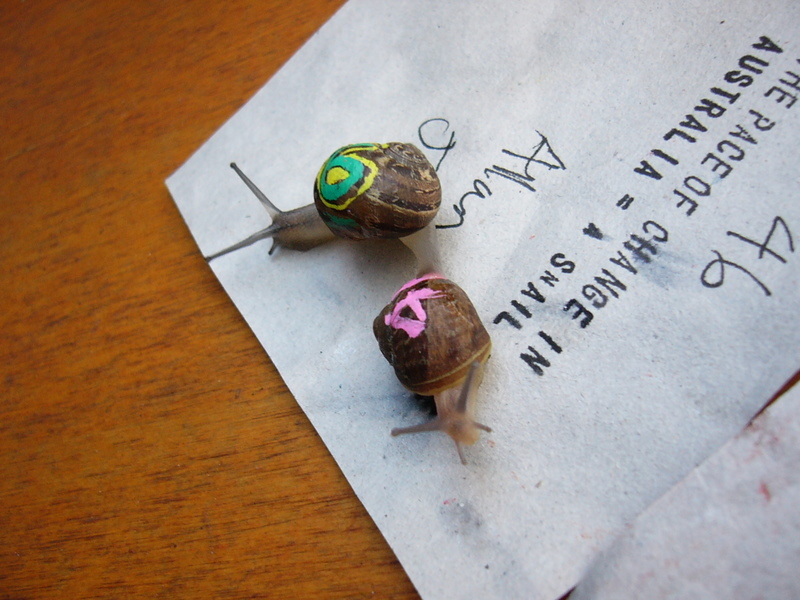
Des escargots de course.

La course d'escargot est un sport consistant à faire concourir des escargots lors d'une course de vitesse. L'espèce la plus communément utilisée est l'escargot du jardin Helix aspersa, native d'Europe, elle a été introduite dans de nombreuses régions du monde.
Différentes courses sont organisées à travers le monde, la majorité au Royaume-Uni. Les courses prennent habituellement place sur une piste circulaire, les escargots partant du milieu et devant atteindre le bord du cercle Le rayon est traditionnellement de 10 ou 30 pouces (soit 25,4 cm ou 76,2 cm). Les concurrents sont différenciés par des numéros de course, qui sont soit peints directement sur leur coquille, soit sur des petits autocollants collés.
Le record du monde de l'escargot le plus rapide est de 0,0275 m/s = 27,5 mm/s = 99 m/h, record enregistré lors du championnat du monde de course d'escargot dans le comté de Congham, au Royaume-Uni, en 2006.